# Prix Euskadi
Le prix Euskadi de littérature (en basque : Euskadi Literatura Sariak) est un prix littéraire qui est décerné chaque année aux meilleures œuvres écrites en basque ou en espagnol, par un écrivain de la Communauté autonome basque.
Le prix, décerné par le Gouvernement basque, est doté d'une somme de 18 000 euros et de 4 000 euros supplémentaires si l'ouvrage est publié dans une autre langue. 
En 2011, Joseba Sarrionandia reçoit le prix pour le meilleur essai en langue basque avec Moroak gara behelaino artean ?, mais le Gouvernement basque a prévenu que bien que le prix lui resterait attribué, la prime lui serait refusée, car il s'était enfui de prison en 1985, où il était à l'époque accusé d'appartenance à l'ETA.
En 2015, le jury accorde le prix à Mikel Peruarena Ansa pour le roman Su zelaiak, mais l'auteur refuse le prix.

## Prix
- 2024[2],[3]

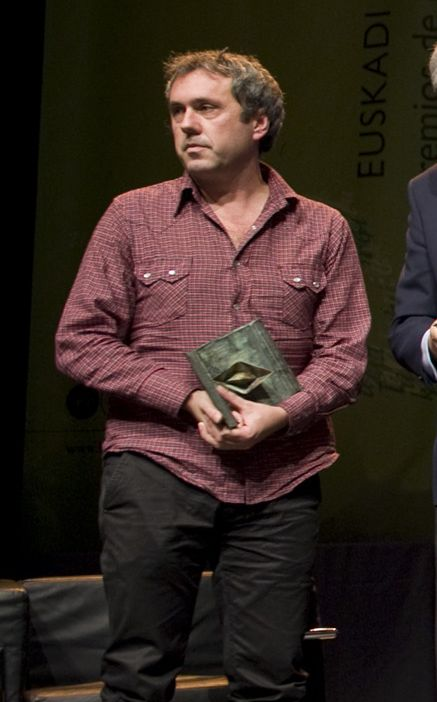
Fermin Etxegoien reçoit le Prix Euskadi en 2010.

  - Littérature en langue basque : Zeru-lurren liburua, Jon Gerediaga
  - Littérature en langue espagnole : Bajo los astros de la repetición, Julia Otxoa
  - Essai en langue basque : Su festak, Jon Urzelai Urbieta
  - Littérature jeunesse en langue basque : Mundua pitzatuta dago baina hantxe gabiltza oinez, Harkaitz Cano
  - Littérature illustrée : Campos de Castilla, David de las Heras
  - Traduction littéraire en langue basque : Independentziaren eguzkiak, écrit par Ahmadou Kourouma et traduit par Aiora Jaka

- 2023
  - Littérature en langue basque : Azken etxea, Arantxa Urretabizkaia
  - Littérature en langue espagnole : El peor escenario posible Alejandro Morellon
  - Essai en langue basque : Norberak maite duena Miren Billelabeitia
  - Essai en langue espagnole : Vuelta al país de Elkano Ander Izagirre
  - Littérature pour enfants en langue basque : Zerria Patxi Zubizarreta
  - Littérature illustrée : Ni ez naiz Mikel LaboaJoseba Larratxe
  - Traduction littéraire en langue basque : Paradisua, écrit par Abdulrazak Gurnah et traduit par Maialen Berasategui et Joxe Mari Berasategi

- 2022[4],[5]
  - Littérature en langue basque : Bihurguneko nasa Uxue Apaolaza
  - Littérature en langue espagnole : Los ojos cerrados Edurne Portela
  - Essai en langue basque : Begiak zabalduko zaizkizue. Literaturari buruzko elkarrizketa bat Irati Jimenez
  - Littérature pour enfants en langue basque : Barruko hotsak, Leire Bilbao
  - Traduction littéraire en langue basque : Fiesta. Eguzkia jaikitzen da, Koro Navarro
  - Littérature illustrée : Transparentes historias del exilo colombiano, Javier de Isusi
  - Essai en langue espagnole : Hablemos claro, Teresa Maldonado
- 2021
  - Littérature en langue basque : Argiantza, Pello Lizarralde
  - Littérature en langue espagnole : Los Últimos Románticos, Txani Rodriguez
  - Essai en langue basque : Xaber Lete aberriaren poeta kantaria, Alex Gurrutxaga
  - Littérature pour enfants en langue basque : Haltzaren muinoa, Anjel Lertxundi
  - Traduction littéraire en langue basque : Nik kantatu eta dantza egiten du mendiak, Joxan Elosegi
  - Littérature illustrée : Transparentes historias del exilo colombiano, Javier de Isusi
  - Essai en langue espagnole : Larga vida a la socialdemocracia, Borja Barragué
- 2020
  - Littérature en langue basque : Aitaren etxea, Karmele Jaio
  - Littérature en langue espagnole : Cambiar de idea, Aíxa de la Cruz
  - Essai en langue basque : Kontrako eztarritik, Uxue Alberdi
  - Littérature pour enfants en langue basque : Joemak eta polasak, Iñigo Astiz
  - Traduction littéraire en langue basque : Aldibereko, Ingeborg Bachmann , Idoia Santamaria Urkaregi
  - Littérature illustrée : Un millón de ostras, Miren Asiain Lora
  - Essai en langue espagnole : Las Grietas de América, Mikel Reparaz

- 2019[6]
  - Littérature en langue basque : Neguko argiak, Irati Elorrieta
  - Littérature en langue espagnole : Palmeras solitarias,Ramon Eder
  - Essai en langue basque : Etxera bidean, Xamar
  - Littérature pour enfants en langue basque : Korri, Kuru, Korri, Patxi Zubizarreta
  - Traduction littéraire en langue basque : Etsaiak, lagunak, ezkongaiak, maitaleak, senar-emazteak, Alice Munro, Isabel Etxeberria Ramirez
  - Littérature illustrée : Xahoren Biografikoa, Asisko Urmeneta
  - Essai en langue espagnole : Política para perplejos, Daniel Innerarity

- 2018[7]
  - Littérature en langue basque : Bihotz handiegia, Eider Rodriguez
  - Littérature en langue espagnole : Mientras me alejo Karmelo C. Iribarren
  - Littérature pour enfants en langue basque : Santa Familia, Eider Rodriguez
  - Essai en langue espagnole : Bajo el Signo de la Melancolía, Santos Zunzunegi
  - Essai en langue basque : Patagoniara Hazparnen barrena, Kepa Altonaga
  - Traduction littéraire en langue basque : Gailur ekaiztsuak, Emily Bronte, Irene Aldasoro
  - Littérature illustrée : La pequeña Roque (Guy de Maupassant), Yolanda Mosquera
- 2017
  - Littérature en langue basque : Linbotarrak, Asier Serrano
  - Littérature en langue espagnole : Patria, Fernando Aramburu
  - Essai en langue basque : Bidean ikasia, Arantxa Urretabizkaia
  - Littérature pour enfants en langue basque : Xomorropoemak eta beste piztia batzuk, Leire Bilbao
  - Traduction littéraire en langue basque : Testamentua, François Villon, Matías Múgica
  - Littérature illustrée : Versos de deportes, Mikel Valverde
  - Essai en langue espagnole : Potosí, Ander Izagirre
- 2016
  - Littérature en langue basque : Ehiztariaren isilaldia, Luis Garde
  - Littérature en langue espagnole : El comensal, Gabriela Ybarra
  - Littérature pour enfants en langue basque : Besarkada, Uxue Alberdi
  - Traduction littéraire en langue basque : Ulises, James Joyce, Xabier Olarra
  - Littératue illustré : Así es la dictadura, Mikel Casal Patiño
  - Essai en langue basque : Tartaroa. Mina, boterea eta egia, Mitxelgo Uranga
  - Essai en langue espagnole : Sin piedad. Limpieza política en Navarra, 1936, Fernando Mikelarena

- 2015
  - Littérature en langue basque : initialement attribué à Su zelaiak, Mikel Peruarena Ansa, mais refusé par l'auteur
  - Littérature en langue espagnole : Escrito en negro, Martin Olmos Medina
  - Littérature pour enfants en langue basque : Argiaren alaba, Yolanda Arrieta Malatxebarria
  - Traduction littéraire en langue basque : Sonetoak (William Shakespeare), Juan Garzia Garmendia
  - Littérature illustrée : El libro de la suerte, Ana G. Lartitegui
  - Essai en langue basque : Historia, arraza, nazioa, Joxe Azurmendi Otaegi
  - Essai en langue espagnole : Vieja Luna de Bilbao, Joseba Zulaika Irureta

- 2014
  - Littérature en langue basque : Nevadako egunak, Bernardo Atxaga
  - Littérature en langue espagnole : Cómo pudo pasarnos esto, Idoia Estornes
  - Littérature pour enfants en langue basque : Orkestra lurtarra, Harkaitz Cano
  - Traduction littéraire en langue basque : Gauzen ordena naturala, Iñigo Roque
  - Littérature illustrée : Habiak, Maite Gurrutxaga
  - Essai en langue basque : New York-Martutene, Joseba Gabilondo
  - Essai en langue espagnole : Espaciosa y triste, Jon Juaristi

- 2013
  - Littérature en langue basque : Martutene, Ramón Saizarbitoria
  - Littérature en langue espagnole : Aquella edad inolvidable, Ramiro Pinilla
  - Littérature pour enfants en langue basque : Tximeletrak, Xabier Olaso
  - Traduction littéraire en langue basque : Tom Sawyer-en abenturak, Iñaki Mendiguren et Sarah Turtle
  - Littérature illustrée : Tropecista, Elena Odriozola
  - Essai en langue basque : Oi Europa!, Jon Sodupe
  - Essai en langue espagnole : Ese idioma raro y poderoso, Iban Zaldua

- 2012
  - Littérature en langue basque : Twist, Harkaitz Cano
  - Littérature en langue espagnole : Tangram, Juan Carlos Márquez
  - Littérature pour enfants en langue basque : Azken garaipena, Iban Zaldua
  - Littérature pour enfants en langue espagnole : El cuento del carpintero, Iban Barrenetxea
  - Traduction littéraire en langue basque : Jakobian eraikina, Xabier Olarra et Arantzazu Royo
  - Littérature illustrée : La flor roja, Sara Morante
  - Essai en langue basque : Xabier Lete (Auto)biografia bat, Inazio Mujika
  - Essai en langue espagnole : La democracia del conocimiento, Daniel Innerarity

- 2011
  - Littérature en langue basque : Fikzioaren izterrak, Ur Apalategi
  - Littérature en langue espagnole : Bajo el influjo del cometa, Jon Bilbao
  - Littérature pour enfants en langue basque : Errepidea, Miren Agur Meabe
  - Littérature pour enfants en langue espagnole : Saria ez da eman
  - Traduction littéraire en langue basque : Zubi bat drinaren gainean, Karlos Zabala
  - Littérature illustrée : Bombástica Naturalis, Iban Barrenetxea
  - Essai en langue basque : Moroak gara behelaino artean?, Joseba Sarrionandia
  - Essai en langue espagnole : Diarios 1999-2003, Iñaki Uriarte

- 2010
  - Littérature en langue basque : Autokarabana, Fermin Etxegoien
  - Littérature en langue espagnole : Vacilación, José Fernández De la Sota
  - Littérature pour enfants en langue basque : Xia Tenzinen bidaia miresgarria, Patxi Zubizarreta
  - Littérature pour enfants en langue espagnole : Desierto
  - Traduction littéraire en langue basque : Eguzki kolpea, Jesus Mari Mendizabal
  - Littérature illustrée : Ipuin-kontalariaren lapikoa, Jokin Mitxelena
  - Essai en langue basque : Azken egunak Gandiagarekin, Joxe Azurmendi
  - Essai en langue espagnole : Sin tiempo que perder, Miguel Sánchez-Ostiz

- 2009
  - Littérature en langue basque : Egunsentiaren esku izoztuak, Xabier Lete
  - Littérature en langue espagnole : El ángulo ciego, Luisa Etxenike
  - Littérature pour enfants : Anekdotak, Ruben Ruiz
  - Traduction littéraire en langue basque : Ilargi-harria, Antton Olano
  - Littérature illustrée : Aplastamiento de las gotas, Elena Odriozola

- 2008
  - Littérature en langue basque : Antzararen bidea, Jokin Muñoz
  - Littérature en langue espagnole : El club de los faltos de cariño, Manuel Leguineche
  - Littérature pour enfants : Jenio gaiztoa, Pello Añorga
  - Traduction littéraire en langue basque : Gaueko gezurrak, Josu Zabaleta

- 2007
  - Littérature en langue basque : Euskal Hiria sutan, Xabier Montoia
  - Littérature en langue espagnole : Voracidad, Juan Bas
  - Littérature pour enfants : Urtebete itsasargian, Miren Agur Meabe
  - Traduction littéraire en langue basque : Pereirak dioenez, Fernando Rey

- 2006
  - Littérature en langue basque : Etorkizuna, Iban Zaldua
  - Littérature en langue espagnole : Comida para peces, Javier de Dios López
  - Littérature pour enfants : Pantaleon badoa, Patxi Zubizarreta
  - Traduction littéraire en langue basque : Estilo ariketak, Xabier Olarra Lizaro

- 2005
  - Littérature en langue basque : Belarraren ahoa, Harkaitz Cano
  - Littérature en langue espagnole : Verdes valles, colinas rojas, Ramiro Pinilla
  - Littérature pour enfants : Pupuan trapua, Xabier Olaso
  - Traduction littéraire en langue basque : Parisen sabela, Karlos Zabala

- 2004
  - Littérature en langue basque : Bizia lo, Jokin Muñoz
  - Littérature en langue espagnole : Historia de las malas ideas, Eduardo Gil Vera
  - Littérature pour enfants : Osaba Bin Floren, Jesus Mari Olaizola
  - Traduction littéraire en langue basque : Bederatzietatik bederatzietara, Anton Garikano

- 2003
  - Littérature en langue basque : Larrepetit, Peio Lizarralde
  - Littérature en langue espagnole : La memoria de la nieve, Antonio Altarriba
  - Littérature pour enfants : Izar-malkoak, Fernando Morillo
  - Traduction littéraire en langue basque : Zortzi kontakizun, Koro Navarro

- 2002
  - Littérature en langue basque : %100 Basque, Itxaro Borda
  - Littérature en langue espagnole : Pobeñeses, Miguel Gonzélez San Martín
  - Littérature pour enfants : Itsaslabarreko etxea, Miren Agur Meabe
  - Traduction littéraire en langue basque : Harry Potter eta sekretuen ganbera, Iñaki Mendiguren

- 2001
  - Littérature en langue basque : Gorde nazazu lurpean, Ramón Saizarbitoria
  - Littérature en langue espagnole : Los ojos vacíos, Fernando Aramburu
  - Littérature pour enfants : Bota gorriak, Karlos Linazasoro
  - Traduction littéraire en langue basque : Fantasiazko ipuinak, Josu Zabaleta Kortaberria

- 2000
  - Littérature en langue basque : Eta emakumeari sugeak esan zion, Miren Lourdes Oñederra
  - Littérature en langue espagnole : La tierra fértil, Paloma Díaz-Mas
  - Littérature pour enfants : Animalien inauteria, Felipe Juaristi
  - Traduction littéraire en langue basque : Dublindarrak, Irene Aldasoro

- 1999
  - Littérature en langue basque : Argizariaren egunak, Anjel Lertxundi
  - Littérature en langue espagnole : Lista de locos y otros alfabetos, Bernardo Atxaga
  - Littérature pour enfants : Jonas eta hozkailu beldurtia, Juan Kruz Igerabide
  - Traduction littéraire en langue basque : Ipuin hautatuak, Juan Garzia
  - Première diffusion : Pausoa noiz luzatu, Andoni Egaña

- 1998
  - Littérature en langue basque : Galderen geografia, Felipe Juaristi
  - Littérature en langue espagnole : Todos los santos, Jose Fernández de la Sota
  - Littérature pour enfants : Gizon izandako mutila, Patxi Zubizarreta
  - Traduction littéraire en langue basque : Harreman arriskutsuak, Jon Munoz Otaegi
  - Première diffusion : Gasteizko hondartzak, Xabier Montoia

- 1997
  - Littérature en langue basque : Tigre ehizan, Aingeru Epaltza
  - Littérature en langue espagnole : Los cuerpos de las nadadoras, Pedro Ugarte
  - Littérature pour enfants : Xola eta Basurdeak, Bernardo Atxaga
  - Traduction littéraire en langue basque : Gure garaiko heroia, Jose Morales Belda
  - Première diffusion : Bihotz bi. Gerrako kronikak, Ramon Saizarbitoria

- 1996

Non décerné.
- 1995
  - Littérature en langue basque : Karen Airamekoa, Patxi Ezkiaga
  - Littérature en langue espagnole : La tapia amarilla, Fernando L. Chivite, Los abrazos perdidos, Roberto Herrero

- 1994
  - Littérature en langue basque : Ilustrazioaren bidetik argi berri bila Frankfurten, Jon Sudupe, Gelak eta zelaiak, Amaia Iturbide
  - Littérature en langue espagnole : El carro de heno, Eduardo Gil Vera, Origen, José Antonio Rodríguez Medeiros

- 1993
  - Littérature en langue basque : Desierto, Jon Mirande
  - Littérature en langue espagnole : Benarés, Álvaro Bermejo, La piedra que flota en el estanque, José Luis San José

- 1992

Non décerné.
- 1991
  - Prix littéraire en langue basque : Zisnearen hegada, Patxi Ezkiaga, Oi Emmanuel!, Felix Zubiaga, Ba dago ala ez dago..?, Yolanda Arrieta, Narziso berriaz gogoetak, Juana Atxabal
    - Prix de poésie : Girovago, Joseba Urizar Irazabal

  - Prix littéraire en langue espagnole : Museo de Reproducciones, Iñaki Ezkerra, El enfermo epistemológico, José Ignacio Nájera Nieto, La luz inextinguible, Juan José Lanz, E lucevan la stelle, Alvaro Bermejo
    - Prix d'essai : La narrativa de Raúl Guerra Garrido, Juan Cruz Mendizabal

  - Prix Euskadi
    - Littérature en langue basque : Mimodrama eta ikonoak, Juan María Lekuona
    - Littérature en langue espagnole : Demasiado tarde para Filoctetes, Alfonso Sastre
    - Traduction : Eulien ugazaba, Joxe Austin Arrieta (The Lord of the Flies, William Golding)
    - Illustration : Ninoren istorioa, Asun Balzola
    - Meilleure publication : Bizkaia barru-barrutik, alberto Schommer
    - Littérature pour enfants : Alex, Mariasun Landa

- 1990
  - Prix littéraire en langue basque : Udazkeneko karabana erratua, Carlos Linazasoro, Filosofia zer den, Joxe Azurmendi
  - Prix littéraire en langue espagnole : Enredos pelirrojos, Ignacio Ortubai, Un hombre enamorado, David Barbero
    - Prix de fiction : Contra el instinto del oboe, Juan Luis San José
    - Prix d'essai : La imagen del nacionalismo vasco y de la violencia política en el País Vasco en la prensa americana, Eduardo López-Aranguren, La contracultura en España en la segunda mitad de la década de los setenta, Andrés López Ibarrondo

  - Prix Euskadi
    - Littérature en langue basque : Babilonia, Juan Mari Irigoien
    - Littérature en langue espagnole : La Gran Ilusión, Miguel Sánchez Ostiz
    - Traduction : Katharina Blumen Ohore Galdua, Pello Zabaleta Kortaberria (Die verlorene Ehre der Katharina Blum, Heinrich Böll)
    - Illustration : Querer luna, Agustina la payasa, Pablo Echebarria Molina
    - Meilleure publication : El fruto de la Almendra, Miguel González de San román
    - Littérature pour enfants : La Cazadora de Indiana Jones, Asun Balzola

- 1989
  - Prix littéraire en langue basque : Itzulera baten istorioa, Martín de Ugalde Orradre, Ogen liliak, Miguel Angel Unanua Garmendia
    - Prix de fiction : Legez kanpo, Laura Mintegi Lakarra
    - Prix d'essai : Euskara eskolan eta gizartea eraiki nahi izan zuen euskal pedagogo aurreki eta gidaria, Agustín Pascual Iturriaga, Joxe Manuel Bujanda Arizmendi, Abertzaletasuna eta jauntxokeria Bermeon, 1899-1914, Mikel Xabier Aizpuru Murua

  - Prix littéraire en langue espagnole : La defección de Búnkol, Jose Javier Mina Astiz, Una temporada en el invierno, M. Felipa Maizkurrena Moya, El mito de la sociedad organizada, Jesús Manuel de Miguel Rodríguez, Falstaff no cree en la otra vida, Fco. Javier Gil Díez-Conde
    - Prix de fiction : Los ayunos de Ester, Severino Calleja Pérez
    - Prix de poésie : Cálices de octubre, Pablo Gonzalez de Langarika Fernandez
    - Prix d'essai : Unamuno, Baroja y Maeztu frente a la cultura de masas, José Miguel Fernandez Urbina
    - Prix de théâtre : El Torrente, Arturo del Barrio Rodriguez

  - Prix Euskadi
    - Prix littéraire en langue basque : Obabakoak, Bernardo Atxaga
    - Prix littéraire en langue espagnole : Antología Poética, Ernestina de Champourcín
    - Traduction : Dominique Artzain Xiberotar bat Nevadan, Xabier Mendiguren (Sweet promised land, Robert Laxalt

- 1988
  - Prix littéraire en langue basque : barne-distantziak, Imanol Irigoien Aranberri, Bai, horrela da, Iosu Arkotxa Martija, O tempora! O mores!, Eduardo Gil Vera
    - Prix de poésie : Ordokak eta elurrak, Iñigo Aranbarri Alberdi, Oroitzen antosina, Pedro Martín Zabaleta Kortaberria

  - Prix littéraire en langue espagnole : El descenso de orfeo, Alvaro Bermejo Marcos, Te tomo la palabra, José Fernández de la Sota, Retorno al hombre (una incursión en el futuro que viene), Juan Basurto
    - Prix d'essai : Contriciones, José Fernández de la Sota
    - Prix de poésie : Los cantos del dios oscuro y otros poemas, María Felipa Maizkurrena
    - Prix de théâtre : Simón o los días felices, Ignacio José Berciano Pérez, Existir sin ser, Arturo del Barrio Rodríguez
    - Prix d'essai : Estética taurina y artes plásticas, José Ramón Gomez Nazabal, Política y Cultura en el País Vasco, Idoia Estornés Zubizarreta

- 1987
  - Prix littéraire en langue basque : Ispiluaren isladaketak, Patxi Ezkiaga Lasa
    - Prix de poésie : Dena dela, Joxerra García Garmendia
    - Prix de théâtre : Uzta ugari da, Josu Arkotxa Martija , Arranpan, Imanol Elías Odriozola Antxieta, Horren Maite Zaitut, Xabier Mendiguren Elizegi
    - Prix d'essai : Zergatik lana?, Juan José Dorronsoro Goikoetxea

  - Prix littéraire en langue espagnole : Memorial de Amauta, Amalia Iglesias Serna, El ángel de la noche vendrá por ti con la muerte en sus alas, Alvaro Bermejo Marcos, La cárcel de las palabra, Jesús Manuel de Miguel Rodríguez
    - Prix de poésie : Los ojos de la iguana y otros poemas, Pablo González de Langarika, Poemas de los lagos, José Ramón Blanco Fernández
    - Prix de fiction en Novela : Lumpen, S.A., Mauro Zorrilla Hierro
    - Prix de théâtre : Ora pro nobis, Mikel Osoro Uriguen, Knokke le Zoute, Juan Luis San José Alcubilla
    - Prix d'essai : El campesino tradicional vasco ante su espacio vital, Mikel Azurmendi

- 1986
  - Prix littéraire en langue basque : Zorpena jenerala, Luis Berrizbeitia
    - Prix de poésie : Hiriaren melankolia, Felipe Juaristi, Udazkenaren bakoitik, Juan María Irigoien

  - Prix littéraire en langue espagnole : Poemas de la Galerna, Gontzal Díez del Hoyo, Los otros reinos, María Felipa Maizkurrena, Anatomía de los sentidos, Julio César Vior Rodríguez, Las últimas palabras, Pablo Sorozabal Serrano, Los cenicientos, Ramón Eiroa García, Hermanos mayores, José Ignacio Nájera Nieto, Aipamen bereziak:en teatro David y el otro, Ignacio José Berciano, Memoria de aquella guerra, Andrés Ruiz

- 1985
  - Prix littéraire en langue basque : Armaggedon, Patxi Ezkiaga Lasa, Hamasei urte bete nuenean hiriko argiak iraungi ziren, Jose M. Iturralde
  - Prix littéraire en langue espagnole : La Dama del viento sur, Javier García Sánchez, Del corazón y otras ruinas, Pablo González de Langarica Fernández, The End, Enma Alonso Pego, Nacionalismo vasco y frente popular, Francisco Rodríguez de Coro

- 1984
  - Prix littéraire en langue basque : Bakardadeko bertso ezpalak, Luis Baraiazarra Txertudi, Herabearen Ihesa, Jose Antonio Mujika Casares
  - Prix littéraire en langue espagnole : "Pío Baroja" Premio de Novela Espejo de Extrañeza, Teresa Arocena Echeverria, Ciudad de la memoria, Ignacio Ezquerra Greño,Breve También Prometeo asesinaba estrellas, Ignacio José Berciano Pérez

- 1983
  - Prix littéraire en langue basque : Aire neurtuak, Luis María Mujika, Breve Dragoia eta laberintoa, Joanes Urkixo
  - Prix littéraire en langue espagnole : Las edades de la noche, Carlos Aurteneche Marculeta, Zumbido, Ignacio Ezquerra Greño, Breve El Viaje, Maria Eugenia Salaverri García

- 1982
  - Prix littéraire en langue basque : Hamaseigarrenean, aidanez, Anjel Lertxundi
  - Prix littéraire en langue espagnole : En el principio era el roble, Bernardo Arrizabalaga, Joannes, José Javier Granja Pascual